# Paszab
Paszab là một thị trấn thuộc hạt Szabolcs-Szatmár-Bereg, Hungary. Thị trấn này có diện tích 12,96 km², dân số năm 2010 là 1320 người, mật độ 102 người/km².